# 135 км (Хабаровский край)
135 км — упразднённый в 2015 году населённый пункт (тип: разъезд) в Комсомольском районе Хабаровского края. Входил в состав Уктурского сельского поселения.

## География
Расположен в центральной части края у реки Удоминка.

## История
Законом Хабаровского края от 24 июня 2015 года № 79, в связи с отсутствием проживающих в нём граждан, разъезд 135 км был упразднён.

## Население
| 2002 | 2010 | 2011 | 2012 |
| ---- | ---- | ---- | ---- |
| 8    | ↘1   | →1   | →1   |

## Инфраструктура
Путевое хозяйство разъезда.

## Транспорт
Автомобильный и железнодорожный транспорт.